# Damián Quintero
Damián Hugo Quintero Capdevila (Buenos Aires, 4 luglio 1984) è un karateka spagnolo.

## Biografia
Pratica gli stili Shitō-ryū e Gōjū-ryū.
Vanta sei partecipazioni nel kata individuale ai campionati europei di karate, di cui la prima a Mosca 2004 dove concluse al secondo posto; conquistò poi la medaglia d'argento anche a Zurigo 2011.
Conquista per la prima volta il titolo europeo ai campionati di Budapest 2013, titolo perso però l'anno successivo a Tampere, dove conclude al secondo posto. Torna a vincere l'oro sia nel 2015 ad Istanbul che nel 2016 a Montpellier.
Nel 2015 ha conquistato la medaglia d'oro nel kata individuale anche ai I Giochi europei di Baku.
Ai campionati mondiali di karate invece, nonostante tre partecipazioni individuali, non si piazza mai oltre la quinta posizione. Va meglio nella sfida a squadre: il team spagnolo, di cui Quintero fa parte, conquista infatti il bronzo a Belgrado 2010 e l'oro a Brema 2014.
Nel 2016 è al primo posto del ranking mondiale WKF.
Ha rappresentato la Spagna ai Giochi olimpici estivi di Tokyo 2020, dove ha vinto la medaglia d'argento nel kata, preceduto sul podio dal giapponese Ryo Kiyuna.
Ha partecipato ai Giochi mondiali di Birmingham 2022, in Alabama, dove ha vinto la medaglia d'argento nel kata, terminando alle spalle del giapponese Kazumasa Moto.

## Palmarès
| Anno | Competizione                           | Luogo                      | Pos     | Specialità       |
| ---- | -------------------------------------- | -------------------------- | ------- | ---------------- |
| 2004 | Europei                                | Mosca                      | Argento | Kata individuale |
| 2005 | Europei                                | San Cristóbal de La Laguna | Oro     | Kata a squadre   |
| 2006 | Europei                                | Stavanger                  | Bronzo  | Kata a squadre   |
| 2007 | Europei                                | Bratislava                 | Bronzo  | Kata a squadre   |
| 2008 | Europei                                | Tallinn                    | Bronzo  | Kata a squadre   |
| 2009 | Europei                                | Zagabria                   | Argento | Kata a squadre   |
| 2010 | Europei                                | Atene                      | Argento | Kata a squadre   |
| 2010 | Mondiali                               | Belgrado                   | Bronzo  | Kata a squadre   |
| 2011 | Europei                                | Zurigo                     | Argento | Kata individuale |
| 2011 | Europei                                | Zurigo                     | Argento | Kata a squadre   |
| 2012 | Europei                                | Adeje                      | Argento | Kata a squadre   |
| 2013 | Europei                                | Budapest                   | Oro     | Kata individuale |
| 2013 | Europei                                | Budapest                   | Oro     | Kata a squadre   |
| 2014 | Europei                                | Tampere                    | Argento | Kata individuale |
| 2014 | Europei                                | Tampere                    | Oro     | Kata a squadre   |
| 2014 | Mondiali                               | Brema                      | Oro     | Kata a squadre   |
| 2015 | Europei                                | Istanbul                   | Oro     | Kata individuale |
| 2015 | Europei                                | Istanbul                   | Oro     | Kata a squadre   |
| 2015 | Giochi europei                         | Baku                       | Oro     | Kata individuale |
| 2016 | Europei                                | Montpellier                | Oro     | Kata individuale |
| 2016 | Europei                                | Montpellier                | Argento | Kata a squadre   |
| 2016 | Mondiali                               | Linz                       | Argento | Kata individuale |
| 2016 | Mondiali                               | Linz                       | Bronzo  | Kata a squadre   |
| 2017 | Europei                                | İzmit                      | Oro     | Kata individuale |
| 2017 | Giochi mondiali                        | Breslavia                  | Argento | Kata individuale |
| 2018 | Europei                                | Novi Sad                   | Oro     | Kata individuale |
| 2018 | Mondiali                               | Madrid                     | Argento | Kata individuale |
| 2019 | Europei                                | Guadalajara                | Oro     | Kata individuale |
| 2019 | Karate ai II Giochi europei            | Minsk                      | Oro     | Kata individuale |
| 2019 | Giochi mondiali sulla spiaggia         | Doha                       | Oro     | Kata individuale |
| 2021 | Europei                                | Parenzo                    | Argento | Kata individuale |
| 2021 | Giochi olimpici                        | Tokyo                      | Argento | Kata individuale |
| 2021 | Mondiali                               | Dubai                      | Argento | Kata individuale |
| 2022 | Europei                                | Gaziantep                  | Argento | Kata individuale |
| 2022 | Giochi mondiali                        | Birmingham                 | Argento | Kata individuale |
| 2023 | Europei                                | Guadalajara                | Oro     | Kata individuale |
| 2023 | Karate ai III Giochi europei           | Cracovia                   | Oro     | Kata individuale |
| 2023 | Giochi del Mediterraneo sulla spiaggia | Candia                     | Bronzo  | Kata individuale |
| 2023 | Mondiali                               | Budapest                   | Argento | Kata individuale |
| 2024 | Europei                                | Zara                       | Argento | Kata individuale |
| 2024 | Europei                                | Zara                       | Argento | Kata a squadre   |